# Der Schwiegermuttermörder
Der Schwiegermuttermörder aus dem Jahre 1961 gehört zu den bekanntesten Sketchen des Schauspielers und Komikers Jürgen von Manger.

## Veröffentlichungen
Der circa elf Minuten lange Sketch Der Schwiegermuttermörder wurde erstmals in der Silvesternacht 1961/1962 im Hörfunk des NDR 3 gesendet. Er war der Start der Karriere von Jürgen von Manger in Hörfunk, Fernsehen und Bühne.
Der Sketch gehörte 1963 zum ersten Bühnenprogramm des Künstlers. 1963 wurde der Sketch erstmals im Fernsehen gezeigt. Im weiteren Verlauf wurde er wiederholt auf Schallplatte des Labels Philips veröffentlicht und auch wiederholt im Fernsehen ausgestrahlt.

## Handlung
In dem Zweipersonenstück wird der Beschuldigte Schulte (in späteren Darbietungen nutzte von Manger seine Bühnenfigur Tegtmeier) vom Richter befragt, wie es zum Tod seiner Schwiegermutter gekommen sei. Mit Unschuldsmiene sagt der Angeklagte in ruhrdeutschem Dialekt und bemüht offiziellem Tonfall, er wolle erstmal noch eine Mitteilung machen „hier, für den Gericht … Ich möchte es dem Gerichte mitteilen, dass mir meine Untat leidtut, – und dass ich versuchen will, – durch ein schönes Leben, – und meiner Hände Arbeit, – die Schwiegermutter wieder geradebügeln.“ Diese Mitteilung macht der Angeklagte in abgewandelter Form im Rahmen der weiteren Vernehmung zum Unmut des Richters wiederholt.
Der Angeklagte gibt an, von seiner Schwiegermutter ehrverletzend als „alten Sausack und Bahnhofspenner“ beleidigt worden zu sein. Schließlich fällt ihm ein, dass er in Notwehr gehandelt habe, das habe sein Anwalt auch herausgefunden. Auf die Frage, was er denn mit der Leiche gemacht habe, druckst der Angeklagte verlegen: „Ja … das sind aber nun Sachen … was man eigentlich gar nicht mehr gerne dran erinnert wird … dann hab ich sie im Keller getragen … und hab ich sie gesäägt … weil unser Bollerwagen … musste ich die Feststellung machen, dass sie nicht ganz draufpasste … und musste ich … äh … also, ich hatte dann drei Fuhren … da hab ich sie im Rhein-Herne-Kanal getan … und da war se weg.“
Dem empörten Richter reicht es, aber er gestattet dem Angeklagten noch ein Schlusswort, worauf dieser wiederum erklärt, wie sehr ihm die Untat leidtue, – und er sich überhaupt den Ausreden seines Verteidigers anschließe.